# Akashi (tàu sửa chữa Nhật)
Akashi là một tàu sửa chữa của Nhật Bản phục vụ trong Chiến tranh thế giới thứ hai. Với một thiết kế đặc biệt nhằm phục vụ cho các chiến dịch của Hải quân Đế quốc Nhật Bản dựa trên thiết kế của chiếc USS Medusa của Hải quân Hoa Kỳ.

## Thiết kế và chế tạo

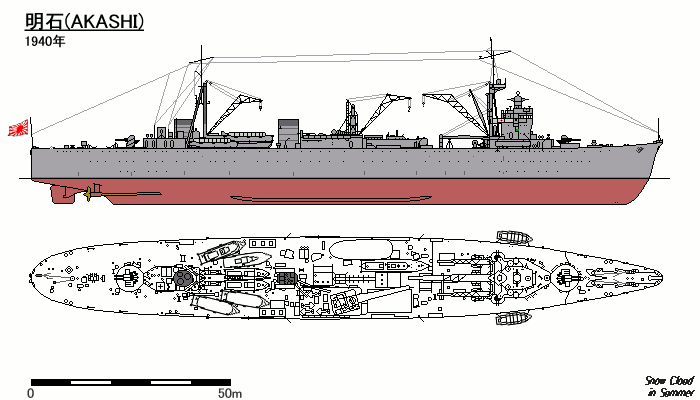
Akashi được miêu tả vào năm 1940

Năm 1937 Hải quân Đế quốc Nhật Bản tiến hành chuyển đổi thiết giáp hạm Asahi cũ thành một con tàu có khả năng thực hiện các công việc sửa chữa. Sau đó Akashi được cho xây dựng thành một tàu chuyên dụng cho chức năng này. Hải quân mong muốn Akashi có thể đảm nhiệm 40% công việc sửa chữa cần thiết của Hạm đội Liên hợp (cần khoản 140,000 người-giờ), nên Akashi được trang bị các máy móc và thiết bị mới nhất được nhập khẩu từ Đức.

## Các hoạt động phục vụ trong chiến tranh
Trong suốt cuộc chiến Akashi thực hiện các hoạt động sửa ở căn cứ Nhật tại đảo san hô Truk. Tại đây, Akashi đã sửa chữa hầu hết các chủng loại tàu chiến của Nhật Bản bị hư hỏng trong chiến đấu, gồm cả Shōkaku vào tháng 10 năm 1942 và Yamato vào tháng 12 năm 1943. Tháng 2 năm 1944 người Mỹ mở một cuộc tấn công vào Truk (chiến dịch Hailstone), đánh chìm và làm hư hại nhiều tàu Nhật. Akashi cũng bị thiệt hại trong cuộc tấn công này và phải lẫn trốn đến quần đảo Palau.

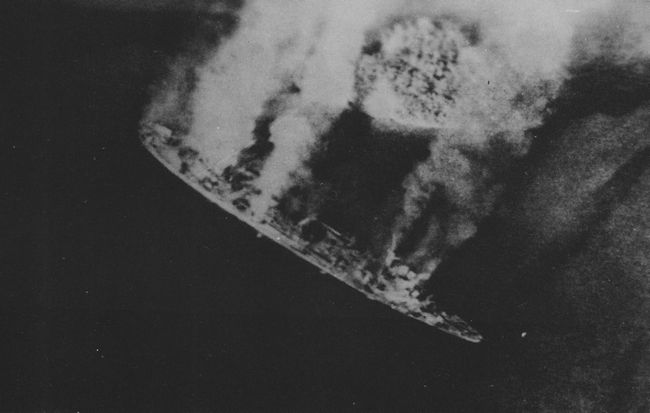
Akashi đang bốc cháy sau cuộc tấn công.

## Số phận
Ngày 30 tháng 3 năm 1944, khi đang neo đậu tại đảo Urukthapel thuộc quần đảo Palau, Akashi bị tấn công và đánh trúng nhiều lần bằng bom và rocket bắn ra từ các máy bay Mỹ thuộc Lực lượng đặc nhiệm 58. Akashi bị đánh chìm ở vùng nước nông với cầu tàu vẫn còn nổi trên mặt nước.

## Các tàu trong lớp
| Số hiệu   | Tên                           | Nơi đóng                                | Đặt hàng            | Hạ thủy             | Hoàn thành          | Số phận                                                                  |
|           | Akashi (明石)                 | Xưởng hải quân Sasebo                   | 18 tháng 1 năm 1937 | 29 tháng 6 năm 1938 | 31 tháng 7 năm 1939 | Bị đánh chìm vào ngày 30 tháng 3 năm 1944; trục vớt và tháo dỡ năm 1954. |
| 5416 5417 | Mihara (三原) Momotori (桃取) | Mitsubishi, Xưởng hải quân tại Yokohama |                     |                     |                     | Kế hoạch bị hủy bỏ vào ngày 11 tháng 8 năm 1943.                         |

## Sách tham khảo
- “Rekishi Gunzō”., History of Pacific War Vol.51 The truth histories of the Japanese Naval Vessels part-2, Gakken (Japan), August 2005, ISBN 4-05-604083-4
- Ships of the World special issue Vol.47 Auxiliary Vessels of the Imperial Japanese Navy, Kaijinsha, (Japan), March 1997
- The Maru Special, Japanese Naval Vessels No.34 Japanese Auxiliary vessels, Ushio Shobō (Japan), December 1979
- Senshi Sōsho Vol.31, Naval armaments and war preparation (1), "Until November 1941", Asagumo Simbun (Japan), November 1969
- Senshi Sōsho Vol.88, Naval armaments and war preparation (2), "And after the outbreak of war", Asagumo Simbun (Japan), October 1975